# Quinta do Sol
Quinta do Sol là một đô thị thuộc bang Paraná, Brasil. Đô thị này có diện tích 326,178 km², dân số năm 2007 là 5246 người, mật độ 18 người/km².